# Syagrus yungasensis
Syagrus yungasensis là loài thực vật có hoa thuộc họ Arecaceae. Loài này được M.Moraes miêu tả khoa học đầu tiên năm 1996.